# Cheiracanthium tanmoyi
Cheiracanthium tanmoyi là một loài nhện trong họ Miturgidae.
Loài này thuộc chi Cheiracanthium. Cheiracanthium tanmoyi được Biswamoy Biswas & R. Roy miêu tả năm 2005.